# Riudaura
Riudaura é um município da Espanha na comarca da Garrotxa, província de Girona, comunidade autónoma da Catalunha. Tem 23,6 km² de área e em 2021 tinha 511 habitantes (densidade: 21,7 hab./km²).

## Demografia
| Variação demográfica do município entre 1991 e 2004[carece de fontes?] | Variação demográfica do município entre 1991 e 2004[carece de fontes?] | Variação demográfica do município entre 1991 e 2004[carece de fontes?] | Variação demográfica do município entre 1991 e 2004[carece de fontes?] |
| ---------------------------------------------------------------------- | ---------------------------------------------------------------------- | ---------------------------------------------------------------------- | ---------------------------------------------------------------------- |
| 1991                                                                   | 1996                                                                   | 2001                                                                   | 2004                                                                   |
| 364                                                                    | 389                                                                    | 401                                                                    | 406                                                                    |